# Michael Hayes
Michael Seitz (nascido em 29 de março de 1959) é um lutador de wrestling profissional aposentado e músico estadunidense. Seitz é mais conhecido por liderar os The Fabulous Freebirds sob o nome de Michael "P.S." ("Purely Sexy") Hayes e por seu trabalho como o narrador Dok Hendrix na World Wrestling Federation (WWF).

## No wrestling
- Movimentos de finalização e secundários
  - DDT
  - Bulldog

- Managers
  - Sunshine
  - Hiro Matsuda
  - Diamond Dallas Page[3]
  - Big Daddy Dink[4]
  - Little Richard Marley
  - Paul E. Dangerously

- Lutadores de quem foi manager
  - Dangerous Alliance (Arn Anderson e Bobby Eaton)
  - The Hardy Boyz (Matt e Jeff Hardy)
  - Tyson Kidd

## Títulos e prêmios
- Georgia Championship Wrestling
  - NWA Georgia Tag Team Championship (1 vez) – com Terry Gordy[5]
  - NWA National Tag Team Championship (4 vezes) – com Terry Gordy (3) e Otis Sistrunk (1)[6]

- Mid-South Wrestling Association
  - Mid-South Tag Team Championship (1 vez) – com Terry Gordy[7]

- NWA Mid-America
  - NWA Mid-America Tag Team Championship (2 vezes) – com Terry Gordy[8]

- Power Pro Wrestling
  - PPW Heavyweight Championship (1 vez)

- Pro Wrestling Illustrated
  - PWI Dupla do Ano em 1981 – com Terry Gordy
  - PWI o colocou na #3ª posição das 100 Melhores Duplas no PWI Years com Terry Gordy em 2003[9]
  - PWI o colocou na #71ª posição dos 500 melhores lutadores no PWI Years de 2003[10]

- World Championship Wrestling1
  - NWA United States Heavyweight Championship (1 vez)[11]
  - NWA World Tag Team Championship (Versão do Meio-Atlântico) (1 vez) – com Jimmy Garvin[12]
  - WCW United States Tag Team Championship (2 vezes) – com Jimmy Garvin[13]
  - WCW World Six-Man Tag Team Championship (1 vez) – com Jimmy Garvin e Badstreet[14]
  - WCW World Tag Team Championship (1 vez) – com Jimmy Garvin[12]

- World Class Championship Wrestling / World Class Wrestling Association
  - NWA American Tag Team Championship (1 vez) – com Terry Gordy[15]
  - NWA World Six-Man Tag Team Championship (Versão Texana) (6 vezes) – com Terry Gordy & Buddy Roberts (5 vezes) e Kerry Von Erich & Kevin Von Erich (1)[16]
  - WCW World Six-Man Tag Team Championship (1 vez) – com Terry Gordy e Buddy Roberts2[16]
  - WCW World Tag Team Championship (2 vezes) – com Steve Cox[17]

- WWE
  - WWE Hall of Fame (Classe de 2016) – com The Fabulous Freebirds (Terry "Bam Bam" Gordy, Buddy "Jack" Roberts e Jimmy "Jam" Garvin)

- Wrestling Observer Newsletter
  - Luta do Ano (1984) com Buddy Roberts e Terry Gordy vs. os Von Erichs (Kerry, Kevin e Mike) em uma No Disqualification match em 4 de julho
  - Dupla do Ano (1980) com Buddy Roberts como The Fabulous Freebirds

1O reinado de Hayes com a versão do Meio-Atlântico do NWA World Tag Team Championship e NWA United States Heavyweight Championship aconteceu após Ted Turner comprar a companhia e renomeá-la World Championship Wrestlling. Os reinados ocorreram antes dos títulos serem renomeados.

2Durante o quinto reinado dos Freebirds, WCCW saiu da NWA e se renomeou World Class Wrestling Association. Eles eram campeões durante a mudança de nome.